# Ég a város, ég a ház is
Az Ég az utca, ég a ház is egy akár négyszólamú kánonban is énekelhető angol gyerekdal. Több változatban is létezik: az első 1580 környékén jelent meg Skóciában, és az 1544-es edinburgh-i támadásról szólt. A legismertebb variáció 1666-ban keletkezett, a nagy londoni tűzvész idején.
A magyar szöveg Raics István fordítása.

## Kotta és dallam
A szöveg angolul:
London's burning, London's burning,

Fetch the engines, fetch the engines,

Fire, fire, fire, fire,

Pour on water, pour on water.

## Felvételek
- Ég a város, ég a ház is. Zeneker Team  YouTube (2011. augusztus 11.)  (Hozzáférés: 2016. augusztus 12.) (videó)
- Ég a város. YouTube (2016. április 15.)  (Hozzáférés: 2016. augusztus 12.) (videó) 0:10–1:18.